# Penisola di Paracas
La penisola di Paracas è una penisola desertica sita all'interno della Riserva nazionale di Paracas, un'area naturale protetta del Perù, nella regione di Ica. È l'unica riserva marina del Perù.